# Almonacid de Toledo
Almonacid de Toledo – miejscowość położona w środkowej Hiszpanii, w regionie Kastylia-La Mancha.

## Turystyka
Do najważniejszych obiektów turystycznych w Almonacid de Toledo należą:
- zamek Almonacid de Toledo
- kaplica Nuestra Señora de la Oliva